# 中野みゆき
中野 みゆき（なかの みゆき、1971年10月20日 - ）は、東京都出身の女優。堀越高等学校芸能コース卒業
所属事務所はヒラタオフィス→オスカープロモーション

## 略歴
1986年に母親と原宿を歩いていたところをスカウトされて芸能界入りする。
同年より芸能活動を開始する。TBS系のドラマ『お坊っチャマにはわかるまい!』への出演が初仕事であった。
デビュー当初はアイドル雑誌でグラビアを飾ることが何度かあったが、後年は中野本人が雑誌のグラビアを苦手にしていたこともあり 、青年雑誌等でグラビアを行うことは少なく、写真集やイメージビデオの刊行数も少なかった。
美貌・スタイルのよさを誇る外見と少し勝気な内面を表現しうるキャラクターで、1980年代後半はマセた娘役やヤンキー役を当たり役とし、成人後は『極道の妻たち』に代表される押し出しの強い大人の色香ある女性を演じて、1990年代半ばまで活躍した。
少し古風で気品のある顔立ちの為に時代劇との相性が良く、『水戸黄門』や『大岡越前』といった時代劇のビッグタイトルへの出演も多く、武家の子女や裕福な商家の娘といった役柄を演じることが多かった。
1995年には、何度か出演していた『水戸黄門』のスピンオフ作品である『水戸黄門外伝 かげろう忍法帖』に、主役の由美かおるが演じる『水戸黄門』本編の人気キャラクターかげろうお銀の配下のくノ一・伽羅役で出演した。『水戸黄門』本編での定番であったかげろうお銀の入浴シーンやお色気シーンの路線を引き継ぎ、お銀をはじめとするかげろう組のくノ一達が毎回お色気で悪党を陥れて成敗するのが売りの作品であり、中野は全16話で毎回入浴シーンやお色気で男の悪人を誘惑して陥れるシーン、敵に捕まるピンチシーン等の見せ場があり、劇中で大いに存在感を発揮する。諸国を旅して悪を成敗するくノ一という役柄の為、毎回赤色の忍装束姿も含め、遊女や旅芸者や西洋ドレス等の様々なセクシーな衣装に扮することが多く、視聴者の人気を博した。
1997年9月、元バレーボール選手でタレントの川合俊一と結婚。川合は後に、結婚する1年程前から中野と同棲をしていたと語っている。結婚後は新たな仕事をしておらず、事実上の引退状態である。

## 人物
家族は両親と兄が1人の4人家族である。夫でタレントの川合俊一は個人投資家でもある。
東京都出身ではあるが、父親の仕事の関係で中学までに9回の転校を経験している。小学校の入学式は大阪府吹田市の小学校で迎えたが入学の2カ月後に転校してしまい、小学校6年の卒業間近の頃にまた同じ小学校に転校してきたので、同じ小学校で入学式と卒業式を迎えたが、その間の6年間が無いという経験をしている。
女優としての将来の目標に、伊藤かずえと篠ひろ子の名前を挙げていた。

## 主な出演作品

### 映画
- ビー・バップ・ハイスクール 高校与太郎哀歌 （1986年） - 如月翔子 役
- 1999年の夏休み （1988年） - 直人 役
- 首領になった男 （1991年） - 野口亜由美 役
- 咬みつきたい（1991年） - 良子 役
- 寒椿 （1992年） - 花勇 役
- 新極道の妻たち 覚悟しいや（1993年） - 楊林珍 役
- レッスン LESSON（1994年） - 田代杏子 役
- 東雲楼・女の乱 （1994年） - 春駒 役
- 新極道の妻たち 惚れたら地獄（1994年） - 志津江 役
- BE-BOP-HIGHSCHOOL 6 ハッタリ野郎暴走篇 （ビデオ、1996年） - 川本由紀 役

### テレビドラマ
- お坊っチャマにはわかるまい!（1986年、TBS系） - 小早川みゆき 役
- スケバン刑事III 少女忍法帖伝奇 第7話「水の中に舞え!セーラー服の死闘」（1986年10月 - 1987年10月、フジテレビ系）ゲスト - 天上院滝子 役
- 白バイ野郎トミー&マツ（1986年12月1日、フジテレビ系） - マツの妹 役
- 間違いだらけの女磨き（1987年、フジテレビ系）
- ときめきざかり 第7話「恋もネットワークも爆発寸前!?」（1988年、フジテレビ系）
- 青春家族（1989年、NHK）
- まんがで読む古典 「伊勢物語」（1990年、NHK）主演 - 在原業平 役
- 異次元をかける少女（1990年10月22日 - 10月26日、フジテレビ系）※全5回の連続ドラマ
- 刑事貴族2 第1話「ファジーでハードでホットな奴ら」（1991年4月12日、NTV系）ゲスト
- 名奉行 遠山の金さん（テレビ朝日系）
  - 第3シリーズ 第27話「闇の上納金!遠山桜最後の勝負」（1991年） - お袖 役
  - 第4シリーズ 第5話「二度誘拐された娘」（1991年） - お七 役
  - 遠山の金さんVS女ねずみ 第15話「ねずみに殺人容疑 金さん困る」（1997年）
- TBS大型時代劇スペシャル（TBS）
  - 平清盛（1992年1月1日） - 小督 役
  - 天下を獲った男 豊臣秀吉（1993年1月1日）
  - 大忠臣蔵（1994年1月1日）
- 金曜ドラマシアター キャスタースキャンダル 片岡弘子の選択（1992年3月20日、フジテレビ系）
- キライじゃないぜ（1992年、TBS系） - 逢河美紀 役
- 日本列島旅情ミステリー 母の殺意（1992年7月6日、テレビ東京系）
- 新・三匹が斬る! 第6話「幸運の、汗かき阿弥陀が血を流す」（1992年9月10日、テレビ朝日系） - お八重 役
- 将軍家光忍び旅 第2シリーズ 第9話「鳥居峠 葵の印籠を持った女」（1993年、テレビ朝日系） - お琴 役
- ナショナル劇場（TBS系）
  - 水戸黄門
    - 第22部 第1話〜第10話（1993年5月17日 - 7月19日） - 百合 役
    - 第24部 第12話「お化けになって悪退治 -別府-」（1995年12月4日） - お栄 役

  - 江戸を斬るVIII（1994年） - お鈴 役
    - 第12話「情に泣いた娘掏摸」（1994年） - お京 役（お鈴との一人二役）

  - 水戸黄門外伝 かげろう忍法帖（1995年） - 伽羅 役
  - 大岡越前 第14部（1996年） - お鈴 役
- 江戸の用心棒II 第6話「蝶々の仇討ち」（1995年、NTV系） - お袖 役
- 月曜ドラマスペシャル『一色京太郎事件ノート2・京都栂ノ尾殺人事件』（1996年6月3日、TBS系）

### バラエティー番組
- 少女雑貨専門TV エクボ堂（1987年 - 1989年、テレビ東京）

### 舞台
- 水戸黄門　〜明治座特別公演〜（1993年7月）
- 源氏九郎颯爽記 華の剣　〜里見浩太朗新春公演〜（1995年1月、劇場飛天）

### CM
- エースコック 大吉（1988年）
- グリコ（1988年）
- セブンイレブン 夏季限定フローズンドリンク（1989年）
- 花王 リーゼ ウェービーヘアフォーム（1989年）
- 旭化成 シャルマンモヘア（1989年）

### 写真集
- 中野みゆき写真集（1990年6月、ビックマン）ISBN 4894050358
- DOLCE-ドルチェ（1991年10月、ワニブックス）ISBN 4847022203

### イメージビデオ
- あなたが好き（1991年3月）

### DVD
- Legend Gold ~伝説のスーパーアイドル完全復刻版~ あなたが好き（2008年7月）
※1991年に発売されたイメージビデオのDVD化